# 先锋街道 (绥化市)
先锋街道是中华人民共和国黑龙江省绥化市北林区下辖的一个街道办事处。

## 行政区划
先锋街道下辖以下村级行政区划单位：
曙光社区、中兴社区和卫东社区。